# アンドリュー・マーシャル
アンドリュー・マーシャル（Andrew W. Marshall、1921年9月13日 - 2019年3月26日）は、アメリカ合衆国の国防官僚。
ランド研究所での勤務を経て国防総省総合評価局局長（初代）などを歴任した。

## 概要
アメリカ合衆国の国防総省にて総合評価局の局長を務め、ネットアセスメントの第一人者として知られている。局長としての在任期間は、1973年に始まり、2015年1月に退任するまで40年をこえ、90代になっても現役の国防官僚であった。ニクソン政権からオバマ政権に至るまで、党派を超えて歴代政権に仕えてきた。長年に渡って要職を務めたが、表舞台にはほとんど立たないことから、「伝説の軍略家」、「伝説の戦略家」、「伝説の老軍師」とも呼ばれている。また、スター・ウォーズシリーズの登場人物になぞらえて「国防総省のヨーダ」とも通称された。

## 来歴

### 生い立ち
1921年生まれ。ミシガン州デトロイト市にて育った。シカゴ大学の大学院にて学んだ。その後はランド研究所に勤務し、安全保障戦略にかかわる業務に従事していた。

### 官界にて

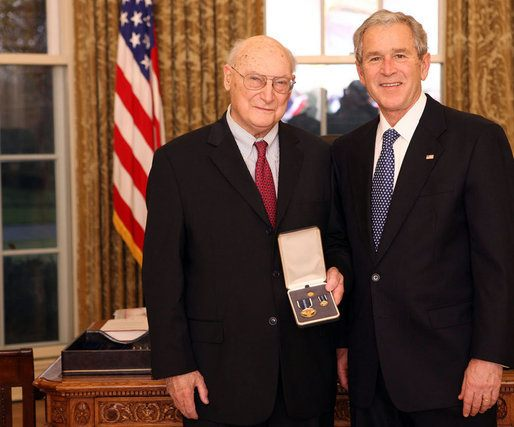
2008年12月10日、ホワイトハウスにて大統領ジョージ・W・ブッシュ（右）より大統領市民勲章を授与される

1973年、かつてランド研究所に勤めていたジェームズ・R・シュレシンジャーが、ニクソン政権にて国防長官に就任することになった。それにともない、マーシャルはシュレシンジャーによって抜擢され、ランド研究所から国防総省に転じた。米ソデタントに懐疑的だったシュレシンジャーは、ソビエト連邦に対してアメリカ合衆国が軍事的優位に立つための戦略が必要と考えていた。その戦略の策定と推進を担わせるため、シュレシンジャーは国防総省に総合評価局を創設し、その初代局長にマーシャルを任命した。このポストは政治任用職であるが、フォード政権、カーター政権、レーガン政権、ジョージ・H・W・ブッシュ政権、クリントン政権、ジョージ・W・ブッシュ政権、オバマ政権といった歴代政権においても、引き続きこの職を務めた。ただ、クリントン政権下でウィリアム・コーエンが国防長官に就任すると、一時、マーシャルの国防大学への転属が取り沙汰された。結局、国防大学への転属は実現せず、そのまま局長を継続した。
40年近く同一のポストを占め続けており、既に90代に達しているなど、アメリカ合衆国の官界でも異例の存在となっている。仮に一般職の公務員であったならば定年を大きく超えている年齢であるが、余人をもって代えがたいとして再任が続いている。長年に渡っての国の安全保障に対する貢献が評価され、2008年には大統領のジョージ・W・ブッシュより大統領市民勲章が授与された。オバマ政権下でチャック・ヘーゲルが国防長官に就任すると、マーシャル排除が計画された。表向きは歳出削減を名目としており、彼が局長に立つ総合評価局そのものの廃止案も検討された。結局マーシャル個人の解雇のみが実現した。2015年1月5日辞職。
2019年3月26日、バージニア州アレクサンドリアで死去。97歳没。

## 業績
ネットアセスメント
戦車の数、原子力潜水艦の数、核弾頭の数などをいちいち数え上げて機械的に比較する「ビーンカウンティング」の手法では、ソ連との差を比較評価できないと主張した。そのうえで、戦車の数の比較だけではなく、軍隊の士気、将校と兵卒との関係性、通信系統の効率性、通信系統を支える技術力などといった要素も勘案して総合的に比較評価する「ネットアセスメント」の手法を導入した。
冷戦終結後は、米中冷戦の到来を予測して中華人民共和国に対する研究に積極的に取り組んだ。公開されている情報が少ないことから「うーん、中国は分からん」とこぼしながらも、人口動態、水の需給、世論の変化、さらには、中国の歴代王朝の行動なども調査し、それらを勘案して分析を試みている。
セイント・アンドリューズ・スクール
国防総省の総合評価局にて長年に渡り局長を務めたことから、ネットアセスメントの生き字引的な存在となっている。そのため、ポール・ウォルフォウィッツやドナルド・ラムズフェルドなど、多くの者に影響を与えた。マーシャルの影響を受けた者たちのことを、学派のような一派と看做して「セイント・アンドリューズ・スクール」と総称することもある。
軍事における革命
「軍事における革命」の概念を提唱した。アメリカ合衆国の軍隊が、戦車や航空母艦など従来型の「武器を搭載するプラットフォーム」に依存していると指摘した。武器を搭載するプラットフォームは第二次世界大戦以来の発想であり、情報通信技術など新技術を駆使した未来型の戦争においては、従来型のプラットフォームが無力化され太刀打ちできない可能性があると指摘した。中国人民解放軍にもマーシャルの理論は影響を与えており、中国人民解放軍は新技術の開発に熱心であることをマーシャルは指摘し、米軍の技術的優位性が中国に崩される可能性を晩年は最も懸念していた。
統合エアシー・バトル構想
アンドリュー・クレピネビッチらとともに、1990年代より「統合エアシー・バトル構想」の必要性を主張してきた。1993年、マーシャル率いる総合評価局は、各国の長射程兵器技術の発展により、アメリカ合衆国の前方展開基地の脆弱性が露呈し侵攻抑止効果が失われると予測した。同時に、航空母艦等の伝統的な打撃群は機動性やステルス性に欠けており、アメリカ合衆国の海軍前方展開兵力では危機に対処することが困難になるとの見通しを示した。2000年代後期になると、こうした懸念は次第に現実味を帯びつつあった。この懸念に対処するため、マーシャルは国防長官のロバート・ゲーツに対し統合エアシー・バトル構想の構築を提言した。ゲーツはこの提言を採用し、太平洋空軍司令官のキャロル・チャンドラーらに統合エアシー・バトル構想の構築作業を命じた。2010年に発表された国防総省の「四年ごとの国防計画見直し」には、戦力投射能力や侵攻に対する抑止と、同盟国への救援に対する潜在的脅威への備えとして、統合エアシー・バトル構想の開発が盛り込まれた。

## 人物
メディアに登場することも少なく、公式の場で発言することもほとんどない。『日本経済新聞』には「公の場やメディアに出ることは皆無」とまで報じられた。また「表舞台に出るのが大嫌い」とも評されている。

## 栄典
- 2008年 - 大統領市民勲章。

## 著作

### 単著
- Andrew W. Marshall, The use of multi-stage sampling schemes in Monte Carlo computations, Rand Corporation, 1954.
- Andrew W. Marshall, Problems of estimating military power, Rand Corporation, 1966.

### 共著
- Herbert Goldhamer and Andrew W. Marshall, The frequency of mental disease -- long-term trends and present status, Rand Corporation, 1949.
- Andrew W. Marshall and Herbert Goldhamer, An application of Markov processes to the study of the epidemiology of mental disease, Rand Corporation, 1954.
- Andrew W. Marshall, et al., Bureaucratic behavior and the strategic arms competition, Southern California Arms Control and Foreign Policy Seminar, 1971.
- Herbert Goldhamer and Andrew W. Marshall, Psychosis and civilization, Arno Press, 1980. ISBN 0405119143
- Albert J. Wohlstetter, et al., On not confusing ourselves -- essays on national security strategy in honor of Albert and Roberta Wohlstetter, Westview Press, 1991. ISBN 0813311950
- Ernest R. May, Andrew W. Marshall and Herbert Goldhamer, The 1951 Korean Armistice Conference -- a Personal Memoir, Rand Corporation, 1994.
- Andrew W. Marshall and James G. Roche, Asia 2025, United States Department of Defense, 1999.

### 註釈
1. ↑  国防総省の「Office of Net Assessment」には、「総合評価局」「相対評価局」「ネットアセスメント局」などさまざまな訳語が充てられている。たとえば、秋田浩之の「米戦略を動かす伝説の老軍師（上）――アンドリュー・マーシャルの素顔」（『外交』19巻、外務省、2013年5月、68-71頁）では「相対評価局」と表記しているが、同じく秋田浩之の「伝説の戦略家が去る」（『日本経済新聞』46249号、14版、日本経済新聞社、2014年11月16日、2面）では「ネットアセスメント局」と表記している。当記事では「総合評価局」と表記した。

## 関連人物
- ポール・ウォルフォウィッツ
- ロバート・ゲーツ
- ウィリアム・コーエン
- ジェームズ・R・シュレシンジャー
- チャック・ヘーゲル
- ドナルド・ラムズフェルド
- マイケル・ピルズベリー